# Heteronemia maximus
Heteronemia maximus är en insektsart som först beskrevs av Ludwig Redtenbacher 1908.  Heteronemia maximus ingår i släktet Heteronemia och familjen Heteronemiidae. Inga underarter finns listade i Catalogue of Life.